# Catedral de Colònia
La catedral de Colònia (en alemany: Kölner Dom, oficialment Hohe Domkirche St. Peter und Maria) és la seu de l'arquebisbe de Colònia, sota l'administració de l'Església catòlica romana i és reconeguda com a monument del cristianisme, de l'arquitectura gòtica, i de la fe de les persones d'aquesta ciutat. És dedicada a sant Pere i la Mare de Déu.
La catedral està catalogada com a Patrimoni Mundial de la Humanitat des del 1996; és un dels millors monuments arquitectònics d'Alemanya, i el més destacat de Colònia, descrit per la UNESCO com una "feina excepcional del geni creatiu humà". La catedral de Colònia és una de les esglésies més grans del món, l'església gòtica més gran del nord d'Europa. Durant quatre anys, 1880-84, fou l'estructura més alta del món, fins a la conclusió del monument a Washington seguit per la torre Eiffel. És la segona església amb les agulles més altes, només superada per l'agulla única de la catedral d'Ulm, que es va completar deu anys més tard, el 1890. A causa de les seves enormes agulles bessones, també presenta la façana més gran de qualsevol església del món.
El cor de la catedral de Colònia també té la distinció de tenir la major ràtio entre l'alçada i l'amplada de qualsevol església medieval: 3,6:1, supera fins i tot la catedral de Beauvais, que en té un lleugerament més baix.
La construcció de l'església gòtica va començar el 1248 i va construir-se, amb interrupcions, fins a 1880, per completar un període de més de sis-cents anys. Té 144,5 metres de llarg, 86,5 m d'ample i les seves dues torres són de 157 m d'alt.
La catedral de Colònia, malgrat haver quedat incompleta durant el període medieval, finalment va esdevenir unificada com "una obra mestra de valor intrínsec excepcional" i "un potent testimoni de la força i persistència de la creença cristiana a l'Europa medieval i moderna", tal com era un lloc de culte del sagrat emperador romà, i també el tradicional santuari dels Tres Reis.

## Història

### Construcció i inauguració
Excavacions en el subsòl d'aquest edifici han revelat els fonaments de construccions romanes i carolíngies. La construcció de l'actual catedral va començar el 1248, però no es va acabar fins al 1880. Cap a 1510 se'n va interrompre la construcció per problemes econòmics i per falta d'interès. El 1560, el capítol de la Catedral va deixar d'aportar fons definitivament. A partir de llavors, durant segles es va estar utilitzant com a temple la part ja acabada.

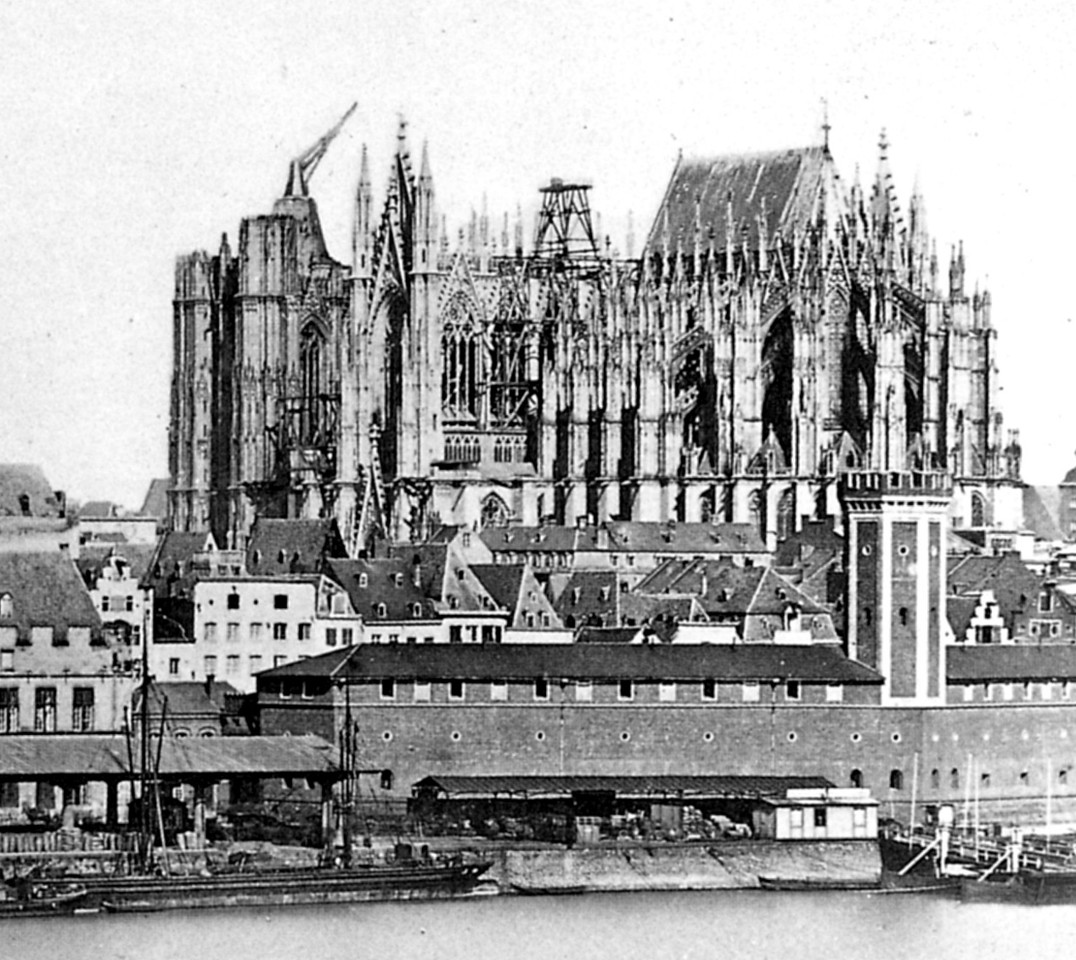
Imatge del 1856

La finalització de la catedral va ser fortament recolzada durant el segle xix per l'emperador alemany, que reconeixia en el gòtic una herència germànica. A la vegada, feia construir al costat de la catedral la impressionant estació de tren, símbol de la fusió del passat i el futur de la nova Alemanya. La història, en detall, és la següent: a començaments del segle xix, els romàntics alemanys, entusiasmats per l'edat mitjana, van cridar l'atenció sobre l'estat en què es trobava la catedral, inacabada. Personalitats com Joseph Gorres i Sulpiz Boisserée varen impulsar-ne la finalització, de manera que van aconseguir que el rei Frederic Guillem IV de Prússia destinés fons a aquest projecte. El 4 de setembre de 1842 se'n va posar la primera pedra per a la renovació de la construcció, en la presència del mateix rei i del coadjutor i futur arquebisbe de Colònia, Johannes von Geissel. Poc abans s'havia fundat l'"Zentral-Dombau-Verein zu Köln" (Associació per a la construcció de la catedral de Colònia) amb l'objectiu d'aconseguir fons.
Finalment, la inauguració de la catedral el 15 d'octubre de 1880 no va presentar la mateixa imatge d'harmonia, car va coincidir amb el moment àlgid del "Kulturkampf", la desavinença entre l'estat prussià i l'Església catòlica a Alemanya, per la qual cosa en el moment de la inauguració l'arquebisbe de Colònia, Paulus Melchers, es trobava en l'exili. Per això, el capítol de la Catedral es va negar que se celebrés una missa d'inauguració amb presència de l'emperador Guillem I i només va permetre un solemne Te Deum.

### De la II Guerra mundial a l'actualitat

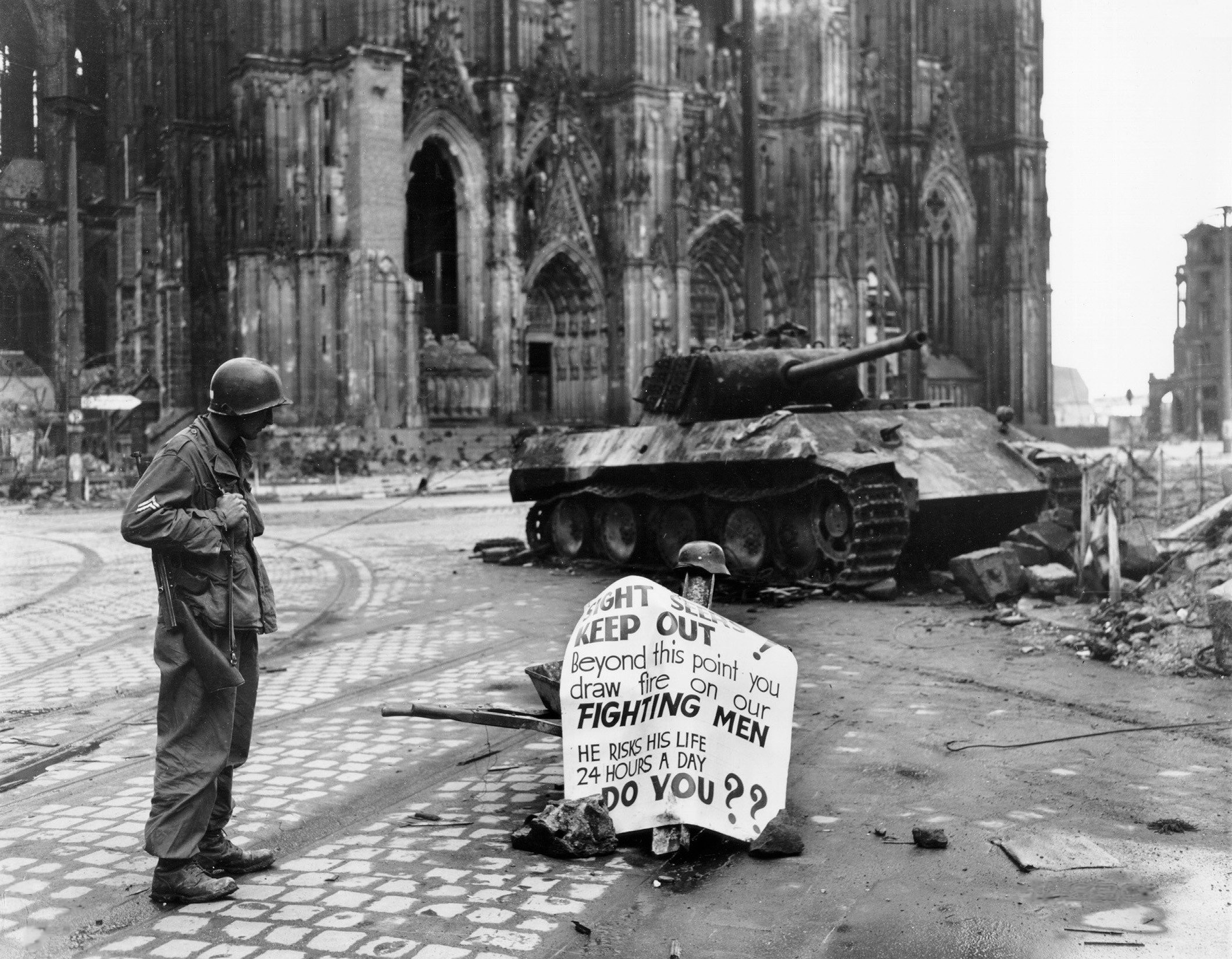
Soldat americà el 4 d'abril de 1945

En els bombardeigs efectuats pels aliats durant la Segona Guerra Mundial la catedral va patir greus destrosses, tot i que l'estructura se'n va mantenir intacta: es va danyar la base de la torre esquerra (que va estar moltes dècades sense restaurar, i és visible l'estructura de maó que es va col·locar immediatament després del dany) i, sobretot, es van destruir (per les vibracions) molts vitralls; d'altres van poder ser retirats a temps. L'única bomba que hi va afectar directament va ser la que va causar danys a la torre. La catedral tenia un sistema d'il·luminació que advertia els pilots dels bombarders. Malgrat les destrosses, l'estructura va continuar dominant la silueta de la ciutat en ruïnes. Són memorables les imatges de la processó del Corpus el 1946, per entre la ciutat en ruïnes, cap a la catedral.
Des de fa molts anys, la catedral està sotmesa a un procés continu de reparació, ja que la contaminació atmosfèrica i els coloms causen danys a la pedra. La catedral es va construir amb tres tipus de pedra diferent; un d'ells és força sensible a aquestes influències. Un altre tipus de pedra s'ennegreix considerablement amb el pas del temps.

## Arquitectura

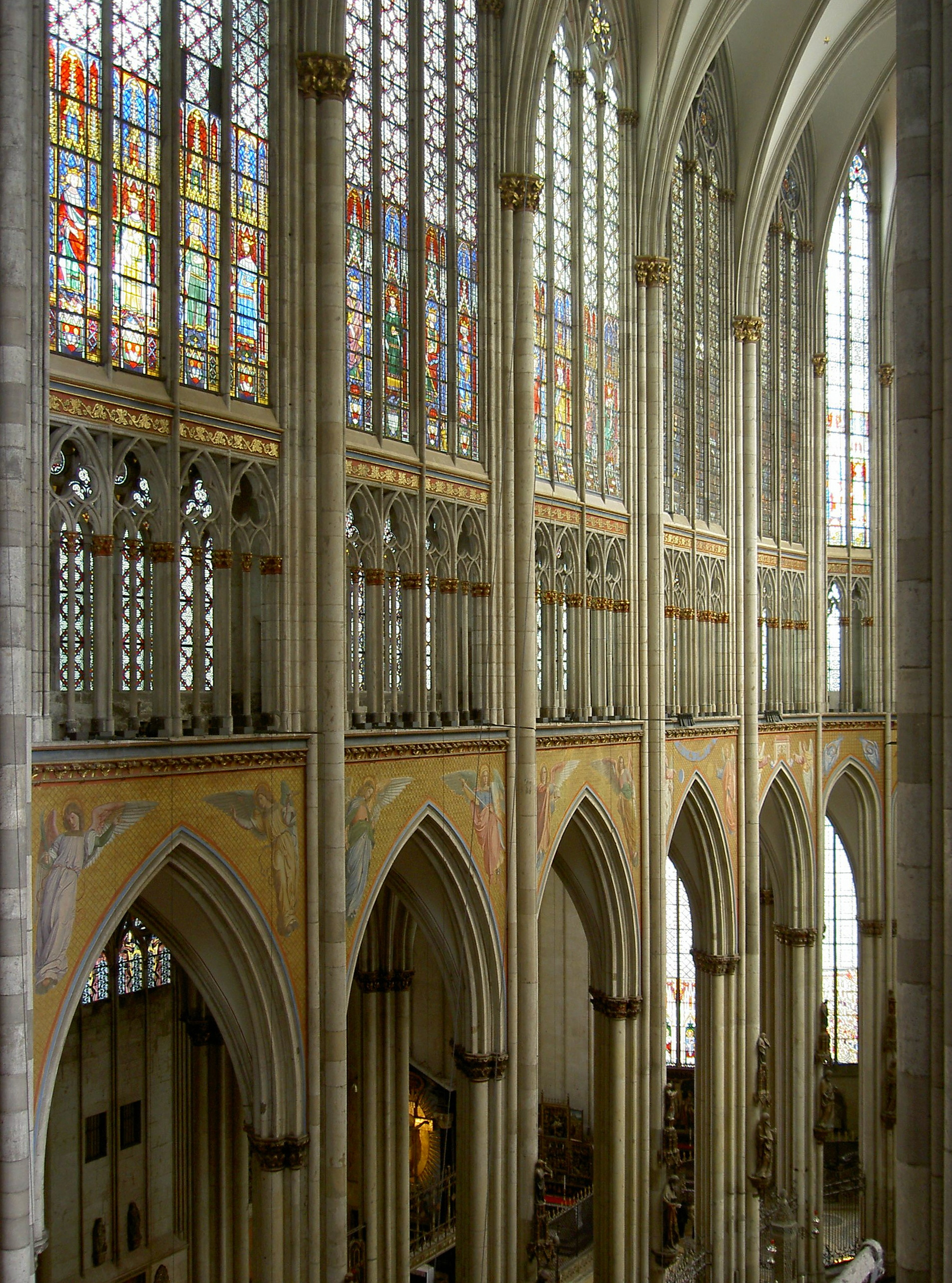
Interior de la catedral

El disseny de la catedral de Colònia es va basar en el de la catedral d'Amiens, a nivell de planta, estil i llargària de l'alçada de la nau central. El plànol té la forma d'una creu llatina, com és habitual en les catedrals gòtiques. Té dues naus a cada costat, cosa que ajudarà a donar suport a una de les més altes voltes gòtiques del món, i és gairebé tan alta com el de la nefasta catedral de Beauvais, gran part de la qual es va ensorrar. Externament l'empenta cap a l'exterior de la volta està ocupada per arcbotants a la manera francesa. L'extrem oriental té un únic deambulatori, el segon passadís amb set capelles radials.
Internament, el cor medieval és més ampli i menys mecànic en els detalls que l'edifici del segle xix. Presenta un estil francès de disposició d'arcades molt alta, un delicat estret trifori i una galeria il·luminada per finestres i detallada per la fusió amb traceria de les finestres superiors. Les finestres són clerestoris alts i retenen alguns dels antics figuratius de vidre a la part inferior de les seccions. El conjunt està unit pels alts arbres que escombren ininterrompudament des del terra als seus capitals a la primavera de la volta. La volta és de planta quadrada.
El cor conserva un gran nombre dels seus elements originaris, incloent les talles, cosa que es fa més sorprenent pel fet que les tropes revolucionàries franceses havien profanat l'edifici. Una gran estàtua de pedra de sant Cristòfol mira cap avall al lloc de l'anterior entrada de la catedral, abans que es conclogués a finals del segle xix.
La nau es veu reforçada per un bon nombre de vitralls del segle xix que n'inclou una sèrie de cinc al costat sud de l'anomenada "Bayernfenster", que va ser un regal de Lluís I de Baviera, un conjunt molt representatiu de l'estil pictòric alemany d'aquesta època.
A l'exterior, especialment des de la distància, l'edifici està dominat per les seves grans torres, que són totalment de caràcter germànic, com les de les catedrals d'Ulm, Viena i Ratisbona.

## Tresors de la catedral

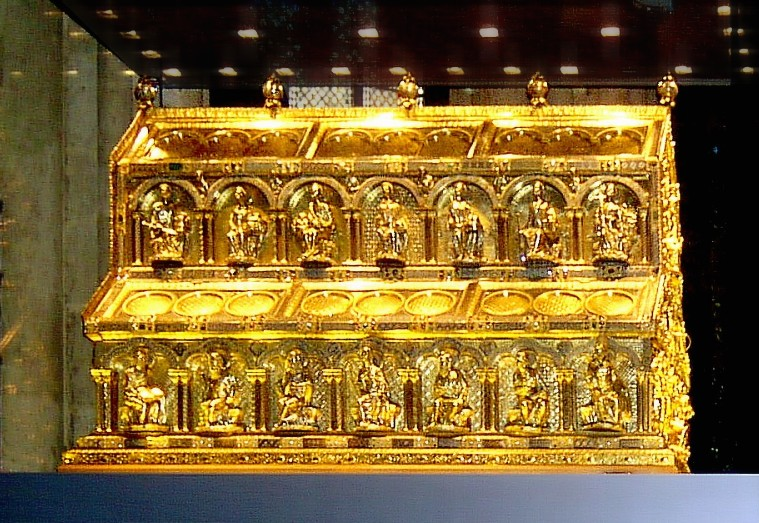
Reliquiari dels Tres Reis

L'obra d'art més cèlebre de la catedral és el Santuari dels Tres Reis, un gran sarcòfag daurat que data del segle xiii, i el reliquiari més gran del món occidental. Tradicionalment es creu que conté les restes dels Reis Mags: els ossos i la roba de 2.000 anys d'antiguitat es van descobrir en l'obertura del santuari el 1864. Prop de la sagristia hi ha la Gero-Kreuz, un gran crucifix tallat en fusta, amb restes de pintura i daurat. Es creu que fou encarregat al voltant de l'any 960 per l'arquebisbe Gero, és el més antic gran crucifix al nord dels Alps.
A la capella del Sagrament està la Mailänder Madonna ('Madonna Milà'), que data del voltant de 1290, una escultura de fusta que representa la Mare de Déu i el nen Jesús. L'altar dels sants patrons de Colònia, amb un retaule gòtic internacional del pintor Stephan Lochner, està a el Marienkapelle ('capella de Santa Maria'). Diverses obres d'art més es troben al Tresor de la Catedral. A l'altar major es conserva un sarcòfag amb les relíquies de santa Irmgardis.

### Campanes
La catedral té dotze campanes, de les quals quatre són medievals. La primera va ser la Dreikönigenglocke ('campana dels Reis Mags'), de 3,8 tones, feta el 1418, instal·lada el 1437 i refeta el 1880. Dues de les altres campanes, la Pretiosa (10,5 tones, en aquell moment la campana més gran a l'Occident) i la Speciosa (5,6 tones), es van instal·lar el 1448 i continuen en funcionament encara avui dia.
Durant el segle xix, com s'apropava la finalització de l'edifici, hi havia un desig d'ampliar el nombre de campanes. Això va fer que el kaiser Wilhelm I facilités canons de bronze francès, capturats el 1870-71, per a aquest fi. Les 22 peces d'artilleria van ser exhibides fora de la catedral l'11 de maig de 1872. Andreas Hamm a Frankentha els utilitzà per fondre una campana de més de 27.000 quilos el 19 d'agost de 1873. Però el to no n'era harmoniós i es va fer un nou intent el 13 de novembre de 1873. L'Associació de la Catedral central, que havia accedit a fer-se'n càrrec dels costos, no volia aquesta campana tampoc. Un altre intent va tenir lloc el 3 d'octubre de 1874. La colossal campana va ser enviada a Colònia i el 13 de maig de 1875 fou instal·lada a la catedral.
Les 24 tones de St. Petersglocke ('campana de Sant Pere', Dicke Pitter en el dialecte kölsch) foren foses l'any 1922 i és la major campana de lliure oscil·lació del món (Vegeu a continuació, Galeria, Petersglocke).

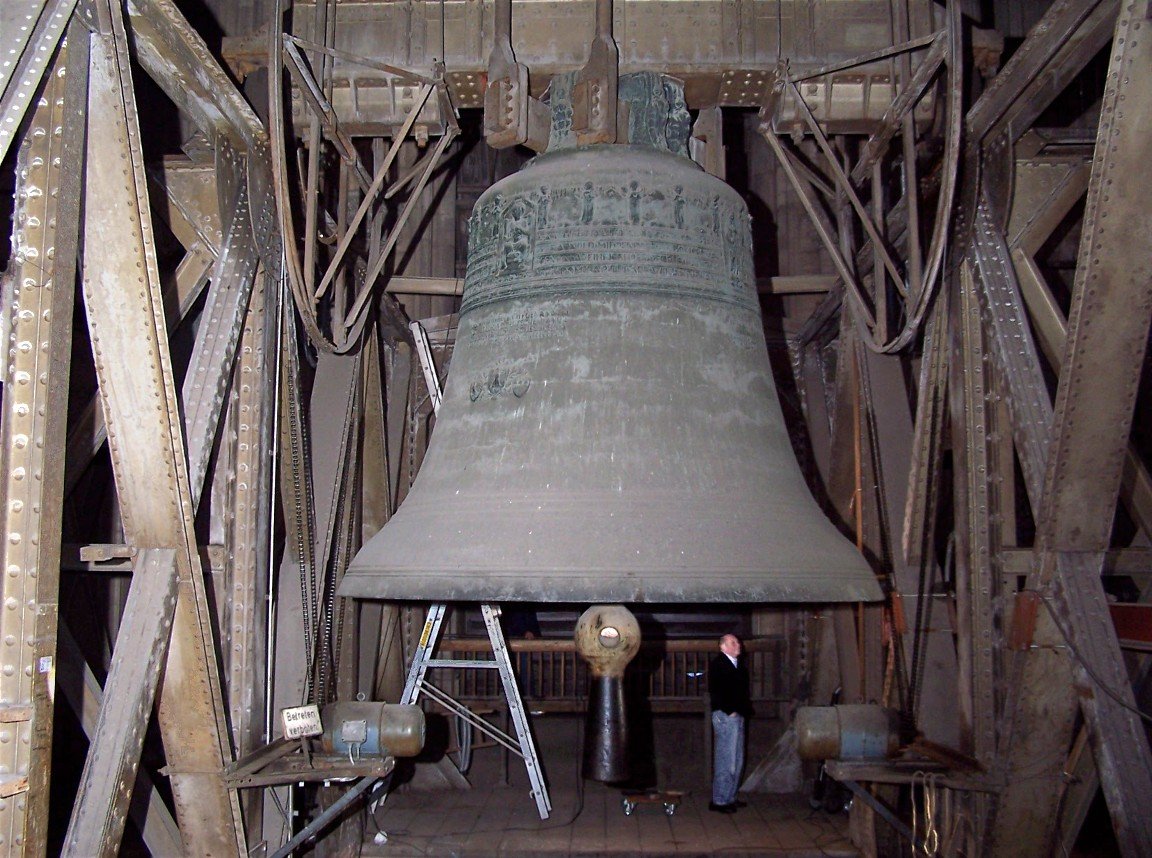
Petersglocke amb un persona a la dreta

- Campana de la Consagració - 0,425 tones
- Campana Vespers - 0,28 tones
- Campana Angelus - 0,763 tones
- Campana Hail - 0,83 tones
- Campana Chapter - 1,4 tones
- Campana St. Joseph - 2,2 tones
- Campana Ursula - 2,55 tones
- Campana de Magi - 3,8 tones
- Campana Pretiosia - 10,5 tones
- Campana Speciosia - 5,6 tones
- Campana Petersglocke - 24 tones
- Campana de l'Emperador - 27 tones, fosa per Andreas Hamm, Frankenthal, 1874; diàmetre: 342 cm; to de la campana: C agut.[16]

## Dimensions
- Alçada total: 144,58 m
- Amplada total: 86,25 m

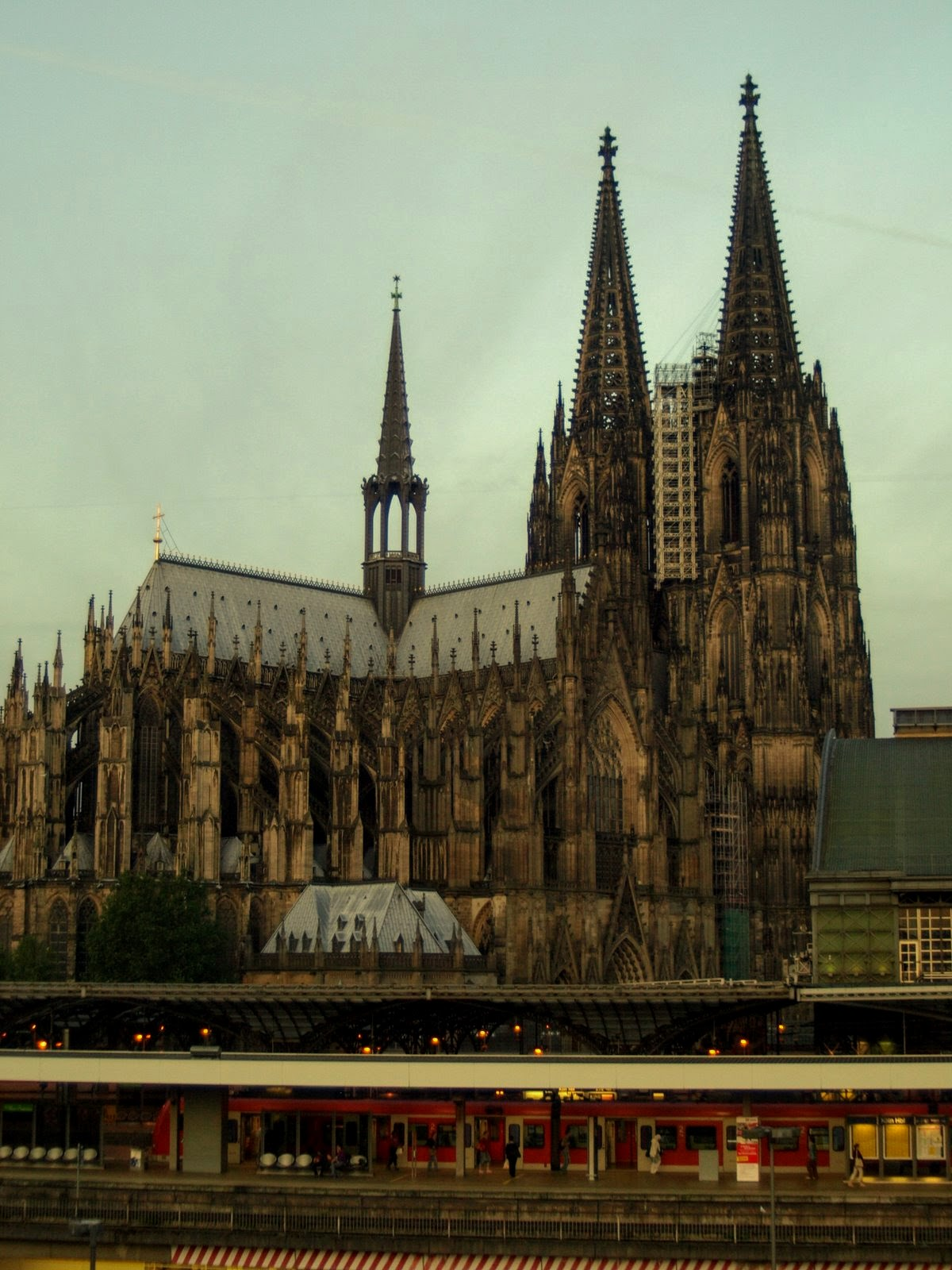
Visió general de la catedral de Colònia, a Alemanya

- Amplada de la façana occidental: 61,54 m
- Amplada de la façana del transsepte: 39,95 m
- Alçada de la torre sud: 157,31 m
- Alçada de la torre nord: 157,38 m
- Alçada de la torreta del cant: 109,00 m
- Alçada de la façana del transsepte: 69,95 m
- Alçada del cant de les golfes: 61,10 m
- Alçada interior de la nau: 43,35 m
- Alçada interior dels passadissos: 19,80 m
- Àrea de l'edifici: 7.914 m²
- Volum interior: 407.000 m³